# Mongoloraphidia (Mongoloraphidia) sajanica
Mongoloraphidia (Mongoloraphidia) sajanica is een kameelhalsvliegensoort uit de familie van de Raphidiidae. De soort komt voor in Rusland en Mongolië.
Mongoloraphidia (Mongoloraphidia) sajanica werd voor het eerst wetenschappelijk beschreven door H. Aspöck et al. in 1968.